# Baigan Ishida
Baigan Ishida (jap. 石田 梅岩 Ishida Baigan; ur. 12 października 1685 w prowincji Tamba (ob. centralna część prefektury Kioto i wschodnia część prefektury Hyōgo), zm. 29 października 1744 w Kioto) – japoński myśliciel.

## Życiorys
Urodził się w rodzinie chłopskiej. Od wczesnych lat pracował jako praktykant w sklepie tekstylnym i pilnie się uczył.  Pewnego razu doznał objawienia, które dało początek nauce zwanej shingaku ('nauka serca', 'nauka o istocie'). Porzucił więc pracę zarobkową i zajął się szerzeniem wiary.
Ishida przemawiał głównie do mieszczan w Kioto, swoje przemyślenia spisał i opublikował w pracy pod tytułem Tohi mondō (Dialog o mieście i wsi, 1739).
Według Ishidy najistotniejsza w życiu mieszczanina jest oszczędność i zapobiegliwość, ponieważ gromadzone pieniądze stają się skarbem całego społeczeństwa. Mieszczanin powinien być skromny, cenić miejsce, jakie zajmuje w społeczeństwie. Jego dyscyplina  i styl życia powinny wynikać z wewnętrznej potrzeby, a nie z nakazu zewnętrznego. W ten sposób Ishia bronił mieszczan, zwłaszcza kupców pomawianych wówczas o nieproduktywność. Twierdził, że gromadzenie bogactw dla dobra społeczeństwa jest ważnym zadaniem tego stanu. Tym samym był wyrazicielem większości Japończyków traktujących porządek społeczny jako strukturę niepodlegającą krytyce lub zmianie.
Nauki Ishidy, sławiące cnotę oszczędności, spotkały się z poparciem władzy, ponieważ były podstawą swoistej umowy społecznej, która stała się fundamentem rozwoju technologicznego i przemysłowego Japonii w następnym wieku.